# ホウブルジスグッベン (小惑星)
ホウブルジスグッベン (10104 Hoburgsgubben) は小惑星帯に位置する小惑星。1992年から1993年に行われた、ウプサラ＝ヨーロッパ南天天文台小惑星・彗星サーベイ (UESAC: Uppsala-ESO Survey of Asteroids and Comets) で発見された。
スウェーデン、ゴットランド島にある海を見ている老人のような形の岩、ホウブルジスグッベン (sv:Hoburgsgubben) から命名された。

## 外部リンク

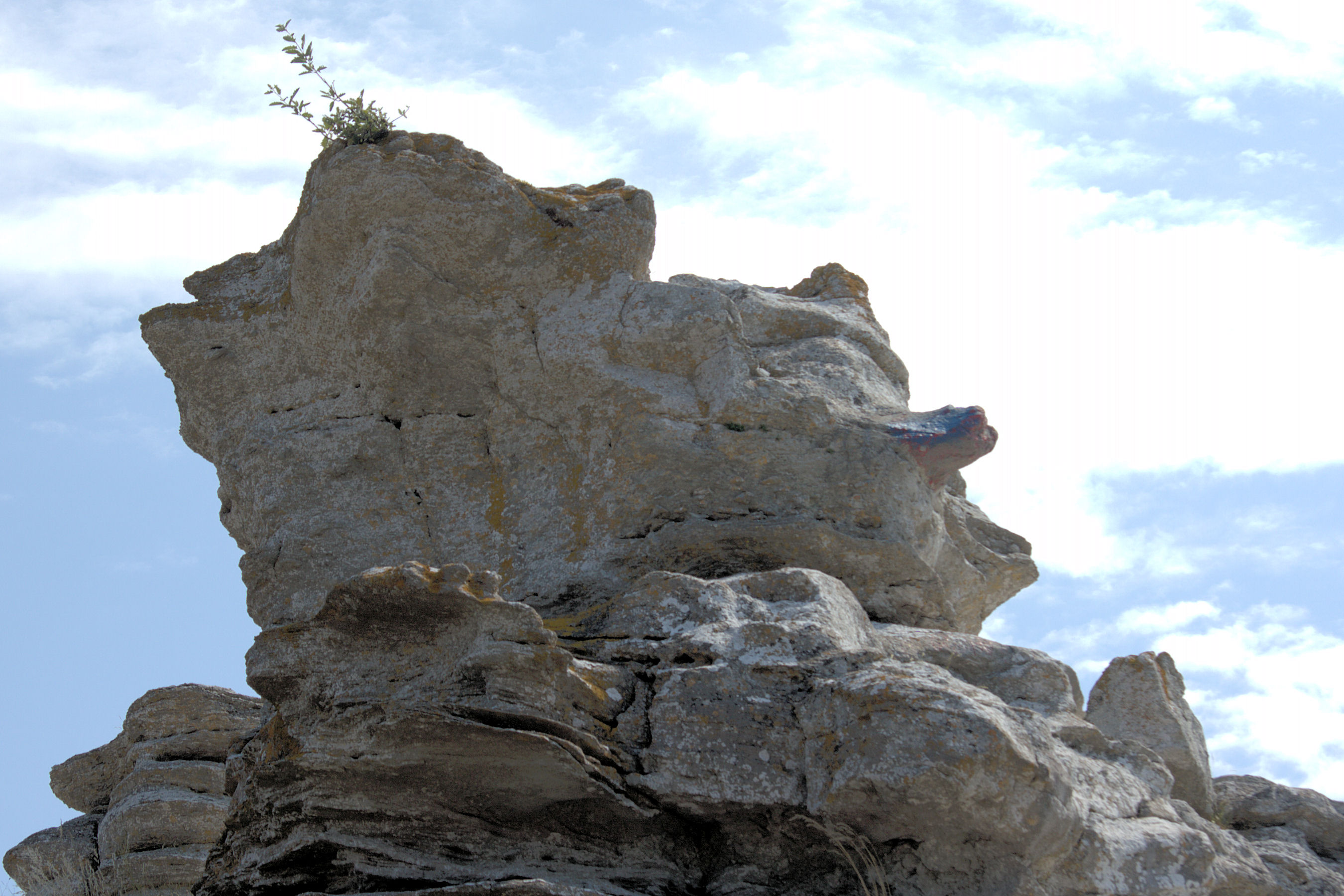
sv版のHoburgsgubbenの写真[http://www.guteinfo.com/kartor/?id=118&map=